# 張寶殿
張寶殿（1929年11月3日—2011年11月15日），又有譯作張保琰，越南共和國官員，曾任越南共和國新聞部長、越南共和國駐新加坡總領事等職務。

## 生平
1929年11月3日，張寶殿出生於越南新安省。
1952年，張寶殿在加拿大倫敦的西安大略大學取得文學學士學位，1954年在美國密歇根州底特律梅西大學取得文學碩士學位。
1959年至1963年，張寶殿擔任總統新聞祕書。1964年至1965年擔任總理府新聞官。1965年出任越南共和國外交部新聞主任。
1966年至1969年，擔任越南共和国驻美国大使馆一等祕書。1969年至1971年，擔任越南共和國外長助理，負責宣傳工作。
1971年至1973年間，張寶殿出任越南共和國新聞部長。1973年至1975年間，張寶殿擔任越南共和國駐新加坡總領事。1975年越南共和國滅亡後，張寶殿於5月離開新加坡前往歐洲。
2011年11月15日在美國密歇根州去世。

## 個人生活
張寶殿是天主教徒。
張寶殿已婚，育有至少六名子女。